# هانكوك (نيوهامشير)
هانكوك (بالإنجليزية: Hancock, New Hampshire)‏ هي مدينة تقع في الولايات المتحدة في هيلسبوروغ. يقدر عدد سكانها بـ 1,654 نسمة ومساحتها 80.9 كم2وترتفع عن سطح البحر 267 متر.

## معرض صور

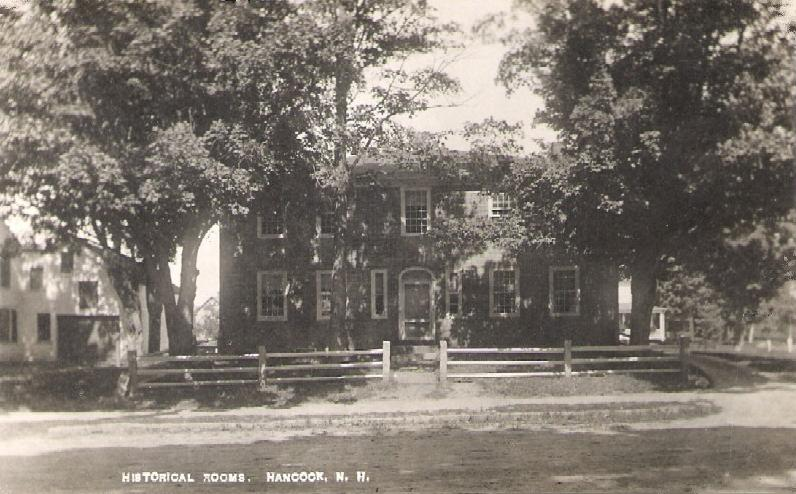
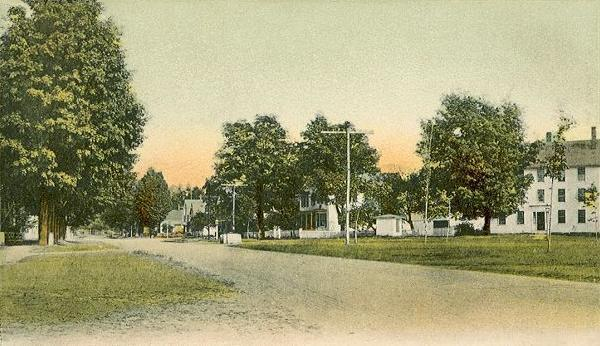
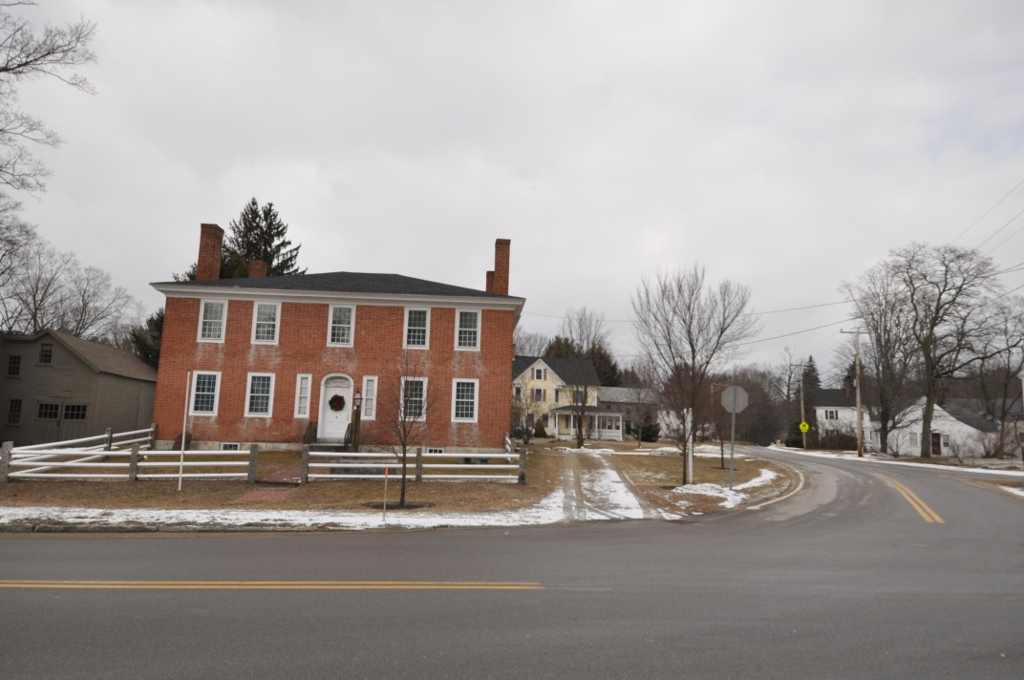
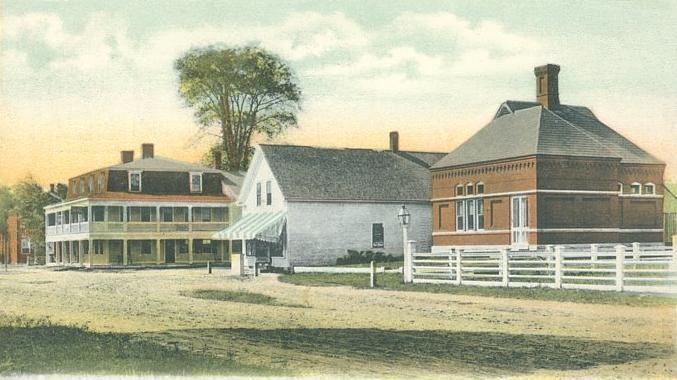